# Riederich
Riederich là một thị xã thuộc huyện Reutlingen, bang Baden-Württemberg của Đức. Có dân số 4300 người, nơi đây nằm cách Stuttgart khoảng 30 km.